# マーク・パストン
マーク・ネルソン・パストン（Mark Nelson Paston, 1976年12月13日 - ）は、ニュージーランド出身のサッカー選手。ポジションはゴールキーパー。

## 経歴
クラブ
ネーピアシティ・ローバースでキャリアをスタート。2003年にはイングランド2部・ブラッドフォード・シティAFCに移籍。2006年までイギリス国内のクラブでプレーした後、母国のクラブ・ニュージーランド・ナイツFCに移籍。
2007年、Aリーグ所属のウェリントン・フェニックスFCに移籍。アデレード・ユナイテッドFC戦でデビューするが、試合は1-4で敗れた。グレン・モス在籍時は第2GKだったが、モスがメルボルン・ビクトリーFCに移籍してからは正GKの地位を獲得した。2009年はウェリントンと1年契約を結ぶ。2009-10シーズンはホーム戦連続無敗数のリーグ記録の更新に貢献するが、12月に脛骨を骨折し残りのシーズンは欠場することになった。2010年1月、クラブとの契約を2011-12シーズンまで更新するが、2010-11シーズン後半に再び脛骨を骨折した。
代表
1997年9月21日のインドネシア戦でA代表デビュー。その後はジェイソン・バッティやマイケル・アッティング、ロス・ニコルソンらが招集されていたため、2003年まで代表には招集されなかった。バッティ、アッティングが代表を引退してからは、後にウェリントン・フェニックスで同僚となるグレン・モスと正GKの座を争う。
FIFAコンフェデレーションズカップ2009では第2GKとされ出場機会は無かった。W杯南アフリカ大会オセアニア予選ではモスが4試合の出場停止処分を受けたため、大陸間プレーオフ・バーレーン戦2試合に出場。敵地での1stレグをスコアレスドローで切り抜け、2ndレグではPKを防いで1-0で勝利、ニュージーランド代表の2度目の本大会出場に貢献した。モスの出場停止処分が本大会でも適用されていたため、パストンが3試合全てに出場。グループリーグ敗退に終わったものの、出場国唯一の無敗チームとして大会を終えた。

## 所属クラブ
- ネーピアシティ・ローバース 1997-2003
- ブラッドフォード・シティAFC  2003-2004
- ウォルソールFC 2004-2005
- セント・ジョンストンFC 2005-2006
- ニュージーランド・ナイツFC 2006-2007
- ウェリントン・フェニックスFC 2007-2013

## 代表歴

### 出場大会
- ニュージーランド代表
  - 2010 FIFAワールドカップ

### 試合数
- 国際Aマッチ 36試合 0得点（1997年-2013年）[3]

| ニュージーランド代表 | 国際Aマッチ | 国際Aマッチ |
| 年                   | 出場        | 得点        |
| -------------------- | ----------- | ----------- |
| 1997                 | 1           | 0           |
| 1998                 | 0           | 0           |
| 1999                 | 0           | 0           |
| 2000                 | 0           | 0           |
| 2001                 | 0           | 0           |
| 2002                 | 0           | 0           |
| 2003                 | 1           | 0           |
| 2004                 | 5           | 0           |
| 2005                 | 1           | 0           |
| 2006                 | 0           | 0           |
| 2007                 | 6           | 0           |
| 2008                 | 1           | 0           |
| 2009                 | 5           | 0           |
| 2010                 | 8           | 0           |
| 2011                 | 0           | 0           |
| 2012                 | 7           | 0           |
| 2013                 | 1           | 0           |
| 通算                 | 36          | 0           |